# Vlaho Bukovac
Vlaho Bukovac (Biagio Faggioni) (Cavtat, 4. srpnja 1855. – Prag, 23. travnja 1922.), bio je hrvatski slikar. Jedan je od najznačajnijih hrvatskih slikara.
Bukovac je začetnik i glavni predstavnik hrvatske moderne i ide u red najplodnijih hrvatskih slikara. Prošao je slikarske faze od akademizma, realizma, impresionizma i simbolizma do moderne. Osobito je poznat i priznat po portretima. Najistaknutiji hrvatski slikar na prijelazu s 19. na 20. stoljeće.

## Životopis
Vlaho Bukovac rođen je 4. srpnja 1855. godine u Cavtatu kao Biagio Faggioni, a poslije je svoje prezime pod utjecajem Meda Pucića pohrvatio i promijenio u Bukovac (tal. faggio: bukva). Bukovčev djed Giuseppe Faggioni, bio je pomorac iz Chiavarija kraj Genove koji se je nastanio u Cavtatu i vjenčao s Anom Kličan. Vlaho Bukovac rođen je u skromnoj obrtničkoj obitelji Agostina i Marije (r. Perić) u kojoj je bilo još troje djece (Jozo, Ana i Gjorgjo). Njegovo školovanje bilo je oskudno, ne ističe se u učenju, nego ga zanima slikanje. U ranom djetinjstvu slika akvarele, a sličice prodaje djeci za krajcar. Imao je samo 10 godina kad sa stricem Franom odlazi u Ameriku kako bi tamo nastavio školovanje, no nakon stričeve naprasne smrti, njegova udovica šalje Vlaha u popravilište za malodobne. U teškim uvjetima, mučen nemogućnošću da se javi roditeljima i spoznajom da je prevaren, disciplinirano pohađa školu za koju će kasnije reći kako je ipak bila korisna jer je naučio dobro engleski jezik. Bez novca i zanimanja vraća se u Cavtat, a s 15 godina polazi na svoje prvo putovanje kao pomorac. Plovio je na brodu Osmi dubrovački na liniji Carigrad - Odesa - Liverpool. Dvije godine kasnije, 1873. godine, Bukovac odlazi s bratom Jozom u Peru u potragu za boljim životom. Nakon nekoliko mjeseci zajedničkog života, početkom 1874. godine, Bukovac sam odlazi u San Francisco. Ovoga puta u Americi radio je kao ličilac, soboslikar te je oslikavao vagone. Nostalgija za domom pobijedila je te se 1877. godine vraća u rodni Cavtat. Tu nastaje velika prekretnica u njegovu životu. U Šarićevoj ljekarni u Dubrovniku pjesnik i publicist Medo Pucić svima je pokazivao sliku mladog Bukovca nazvanu Sultanija naslućujući da bi se ta darovitost u pravim rukama mogla dobro razviti. Uz pomoć biskupa Strossmayera stiže Pucić s Bukovcem u Pariz. No prije negoli se uputio u Pariz, po nagovoru istog pjesnika, pohrvatio je svoje ime iz Biagio Faggioni u Vlaho Bukovac.
Odlaskom u Pariz počinje njegovo plodno razdoblje. Na Akademiji (École des beaux-arts) je usavršio svoj rad, a bio je pod utjecajem mnogih slikara, ponajviše svog profesora Alexandrea Cabanela. Već iduće godine izlaže u Pariškom salonu sliku Crnogorka i dobiva naklonost stručne kritike. Nakon školovanja ostaje u Parizu i gradi svoj prvi atelier. S vremenom napušta realizam Cabanelovog smjera, prihvaća poglede plenerista i impresionista, sebe smatra predstavnikom moderne francuske škole.
Bio je od 1892. godine počasnim članom Société des Arts du Canada, te počasnim članom češkoga umjetničkoga društva Jednota umělcu výtvarnych od 1900. godine, od 1905. godine počasnim članom Srpske kraljevske akademije, od 1908. godine bio je predsjednikom društva Medulić u Splitu, od 1913. godine dopisnim članom Češke akademije cara Franje Josipa I. za znanost, jezik i umjetnost, a od 1919. godine počasnim članom JAZU.

## Opus

### Rana djela: San Francisco 1874. – 1877.
Iako je Bukovac slikao od svog djetinjstva, ta djela ne mogu se uzeti u obzir kao umjetnička. Prva zapažena djela ostvario je za drugog boravka u Americi, u San Franciscu od 1874. do 1877. godine. Iz tog je razdoblja sačuvano nekoliko portreta koje je izrađivao po fotografijama. U tim je djelima još uvijek vidljiva nestručnost: nije svladan volumen tako da su lica plošna. Za njegov je rukopis u tom razdoblju karakteristična preciznost u promatranju detalja, naglašene obrisne linije i šareni spektar boja. Najzapaženije je djelo iz ovoga razdoblja Sultanija iz 1877. godine. Na djelu je vidljiva inspiracija orijentalizmom i crnogorskim temama te se ta slika uzima kao službeni početak Bukovčevog ranog opusa.

### Pariška faza 1877. – 1893.
U Parizu upoznaje profesora Cabanela. Želio se upisati u njegov razred, no Cabanel ga nije mogao primiti jer je klasa bila puna. Bukovac tada sklapa dogovor: u zadanom roku napravit će neko djelo i ako se Cabanelu svidi, primit će ga u svoj razred. Za tu prigodu naslikao je Ruku (odraz svoje lijeve ruke u zrcalu). Ta je slika oduševila Cabanela te ga je ovaj primio na École des Beaux-Arts. Tako ga je Alexandre Cabanel primio kao slobodnoga studenta, bez prijemnoga ispita. Za Bukovca je početak boravka u Parizu bilo razdoblje velikih kontrasta i previranja. Često se kolebao oko pitanja na koji način slikati. Ulogu u njegovom stilu igrala je i velika izložba impresionista 1877. godine, koji u to doba djeluju veoma intenzivno i to se postupno reflektira u Bukovčevu opusu. S druge strane u skladu s učenjem na Akademiji slikao je sakralne teme, teme romantičnog Orijenta i bavio se historijskim slikarstvom. Pejsaži i portreti na Akademiji bili su potpuno degradirani i zanemareni. Međutim profesor Cabanel bio je izvrstan crtač, konvencionalan, ali i akademski hladan, a taj je akademizam prenio i na Bukovca.
Nakon nepune dvije godine studija u Parizu Bukovac je naslikao Crnogorku na obrani i ona je primljena na Pariški Salon. To je prvi put u povijesti slikarstva da je neki hrvatski slikar ušao u anale europske umjetnosti. Time je Bukovac zapravo bio priznat gotovim umjetnikom. Na Salonu je izlagao od 1878. do 1893. godine. Većinom su to bile slike crnogorskog ciklusa, akademski aktovi i portreti. No najzapaženiji uspjeh na Salonu zabilježila je Le grande Iza. Bila je postavljena na počasno mjesto u velikoj ulaznoj dvorani Pariškog salona 1882. godine, a osigurala mu je uspjeh u pariškim kulturnim krugovima.
Bukovac je diplomirao 1880. godine. Ubrzo nakon završetka školovanja na Akademiji negira osobine akademizma te se deklarira kao predstavnik „moderne francuske realistične škole”. Napuštajući te karakteristike, slika portrete. Odlazi na srpski dvor i radi Portret kraljice Natalije. Za tu je sliku dobio odličje „Takovski krst 5. stepena”. Kasnije odlazi i na crnogorski dvor te slika portrete kneževe obitelji. U godinama 1884. i 1885. boravi u Dalmaciji. Godine 1884. bila je njegova prva samostalna izložba u Zadru kojom se predstavio široj javnosti.
Osim Pariza i Dalmacije u ovom je razdoblju Bukovac slikao i u Engleskoj. Za engleske trgovce umjetnina "Vicars brothers" slikao je pastoralne teme s djevojkama i mladićima smještenima u romantičnom pejsažu. Najpoznatija slika koju je naslikao za njih bila je Isus prijatelj malenih.
Godine 1892. 37-godišnji Vlaho Bukovac vjenčao se s lijepom 17-godišnjom Jelicom Pitarević iz Dubrovnika. Njegova žena i djeca (sin Ago i kćeri Ivanka, Jelica i Marija) bit će mu često modeli. Kasnije, došavši 1893. godine u Zagreb, postaje središnja osobnost umjetničkog i kulturnog života grada. Okuplja mlade umjetnike i književnike, potiče izgradnju atelijera, Umjetničkog paviljona (zamisao i inicijativa za izgradnju od njega potekla je 1895. godine), osniva Društvo hrvatskih umjetnika (1897.) i nastoji afirmirati hrvatsku umjetnost u svijetu. Pod njegovim utjecajem odbacuje se atelijerski način slikanja jer im predočava prednosti plenerizma.

### Zagrebačka faza 1893. – 1898.
Bukovčevo djelovanje u Zagrebu obilježava početak novoga razdoblja u hrvatskom slikarstvu. Tih je godina Bukovac bio kreator hrvatske umjetničke scene te sudjeluje u stvaranju temelja hrvatske moderne. Otvara radionicu, tzv. „zagrebačku šarenu školu“, u kojoj su učili danas poznati umjetnici kao Bela Čikoš Sesija, Oton Iveković, Ivan Tišov, Robert Frangeš-Mihanović, Rudolf Valdec i Robert Auer. Za tu je školu karakterističan svjetliji kolorizam. Bukovac je upućivao i na važnost slikanja u prirodi.
Većina tih umjetnika 1896. godine, na čelu s Bukovcem, izlaže na Milenijskoj izložbi u Budimpešti. Osim te izložbe 1898. godine organizirali su i veliku izložbu u Umjetničkom paviljonu u Zagrebu, koju Bukovac otvara kao predsjednik tek osnovanog Društva hrvatskih umjetnika. Od 118 izložaka 50 je Bukovčevih, ali je zapažen i napredak ostalih mladih umjetnika. Bilo je čak 11 tisuća posjetitelja.
U Zagrebu je Bukovac mnogo surađivao s biskupom Josipom Jurjem Strossmayerom. Za njega je 1894. godine napravio veliku kompoziciju Gundulićev san. Na toj je slici prikazao vlastito viđenje kako Gundulić zamišlja Osmana u devetom pjevanju. Osim za biskupa Strossmayera Bukovac je imao još narudžbi velikih kompozicija. Među njima su Dubravka (1894.) i Živio kralj (1896.). Najbolje izvedena grupacija likova nalazi se u prednjem planu, to su izvrsni portreti: Sebastijan Dolci (pisac iz Dubrovačke Republike, poznati i kao Sebastijan Slade), Dinko Ranjina (dubrovački pjesnik), Benedikt Stay (također pjesnik, isusovac), Junije Palmotić, Marko Faustin Galjuf i Ruđer Bošković na stubama. Sam Gundulić nalazi se na povišenom mjestu s Cvijetom Zuzorić, dubrovačkom pjesnikinjom, Nikolom Bonom, Dinkom Zlatarićem i Ilijom Cervom, a ispod nalaze se dubrovački velikani. Osim njih Bukovac je naslikao sebe i svoju ženu. Sebe je smjestio na prozor ispod luka sa svojim bliskim prijateljima, a ženu pokraj Gundulića, s perikom i u zelenkastoj haljini kako uspostavlja kontakt s promatračem.
Još jedna velika kompozicija nastala u zagrebačkom razdoblju Zastor je za Hrvatsko narodno kazalište. Tema je te slike Hrvatski narodni preporod. Kada se tražio umjetnik koji će napraviti tu kompoziciju, jedino su Bukovac i Mašić bili smatrani sposobnima, a budući je Mašić već bio slijep, tu odgovornost preuzeo je Bukovac.

### Cavtatski intermezzo 1898. – 1902.
Trzavice među umjetnicima u Zagrebu Bukovcu su bile preveliki stres. Još je k tome Izidor Kršnjavi bio protiv Bukovca u svakom pogledu, nije volio njegov kozmopolitizam te se nisu slagali. Bukovca je to psihički iscrpilo te je odlučio otići u rodni Cavtat. U ovom razdoblju uglavnom slika pejsaže i portrete. Često slika isti portret više puta mijenjajući način slikanja ili čak tehniku (Portret oca). Nakratko boravi i u Beču, gdje je 1903. godine organizirana Bukovčeva velika samostalna izložba. Tada on napušta secesiju i više je naklonjen impresionizmu, odnosno poentilizmu. Iste godine dobiva poziv s praške Akademije da postane profesor. Taj poziv prihvaća i zajedno s obitelji seli u Prag.

### Praško razdoblje 1903. – 1922.
Od 1903. godine do smrti živio je u Pragu, gdje je bio profesor na Likovnoj akademiji. U posljednjoj, praškoj fazi slikao je i eksperimentirao u novousvojenoj poentilističkoj maniri.
U Pragu Bukovac na svoje studente prenosi osjećaj za kolorizam, stoga se oni razlikuju od ostalih studenata na Akademiji. Osim toga na Akademiju je unio poentilizam. Često koristi motive orijentalnih sagova pa pretežno slika u atelijeru. U njegovu opusu karakteristični su ciklusi aktova i žanr scena, obiteljski portreti, a u jednoj fazi čak i sakralne teme. Njegov praški period možemo podijeliti na tri faze: onu prije 1908.: najbitnije je djelo Divan iz 1905. godine. Druga faza cijela je godina 1908. kada nastaje najviše djela, uglavnom aktova koji su specifični po tome što svakog prati bijela draperija. Treća je faza nakon 1908. godine do Prvoga svjetskog rata. Tada nastupa stvaralačko zatišje. Bukovac napušta slikanje aktova, ali samo na neko vrijeme. Nastaje niz žanr scena, religioznih slika i portreta. Oko 1916. godine ponovo se vraća aktovima te je Ružičasti san jedan od najuspjelijih u cijelom opusu. Na kraju se pronalazi u portretu te se Bukovac općenito karakterizira kao slikar portreta.
Bukovac je 1918. godine napisao i objavio autobiografiju, Moj život (Izdanje Književnoga Juga, Zagreb), u kojoj prepričava važne događaje svoga života. Tu knjigu posvetio je svojoj djeci, svome „gnijezdu“ kako ih je volio zvati.
Godine 1922. Bukovac je tjelesno oslabio. Patio je za rodnim krajem te je zapisao u svome dnevniku: Željan sam Sunca i našeg mora, a bogme i domaće hrane, ljupke naše riječi i našeg čovjeka, koji je uza sve mane, najbliži našem srcu i ćudi. Doživio je moždani udar, te je naposljetku 23. travnja 1922. godine umro. Hrvatska se tada oprostila s prvim umjetnikom koji ju je predstavio u Europi i svijetu. Pokopan je u svom rodnom Cavtatu na Rokovu groblju.

## Utjecaji
- Alexandre Cabanel
- Impresionisti

## Izložbe i važnija izlaganja
- 1873. – 1893. Pariški salon
- 1884. prva samostalna izložba, Zadar
- 1896. Milenijska izložba, Budimpešta (Zagrebačka šarena škola)
- 1897. Venecijanski Bijenale
- 1898. Umjetnički paviljon (Zagrebačka šarena škola)
- 1900. Svjetska izložba, Pariz
- 1901. i 1903. Venecijanski Bijenale
- 1903. Velika samostalna izložba, Beč

## Najznačajnija djela
| - Sultanija, 1877., San Francisco - Ruka, 1877., Pariz - Crnogorka na obrani, 1878., Pariz - La Grande Iza, 1882. - Portret kraljice Natalije, 1882., Beograd - Portret sestre Gjorgje, 1883., Cavtat |  | - Portret Ane Marić, 1885., Split - Djeca obitelji Katalinić, 1885., Split - Mladi guslač, 1885., Split - Isus prijatelj malenih, oko 1886. - Gundulićev san, 1894., Zagreb - Dubravka, 1894., Zagreb |  | - Hrvatski narodni preporod (Zastor), 1895., Zagreb - Živio kralj, 1896., Zagreb - Moje gnijezdo, 1897., Zagreb - Portret djevojčice Berger, 1897., Zagreb - Portret barunice Rukavine, 1898., Zagreb - Slikareva obitelj u Cavtatu, oko 1903., Cavtat |  | - Adio, 1903., Beč - Divan, 1905., Prag - Probuđena, 1908. - Autoportret, 1911., Prag - Ružičasti san, 1916. - Mala balerina, 1918. |

## Galerija
- Gundulićev san, Sveučilišna knjižnica u Zagrebu, 1894.
- Hrvatski narodni preporod, svečani zastor Hrvatskog narodnog kazališta u Zagrebu, 1898.
- Sat engleskog
- Isus prijatelj malenih, Župna crkva u Tomislavgradu, Bosna i Hercegovina
- Sveti Dominik
- Crnogorka
- Guslar
- Isidor Kršnjavi
- U iščekivanju
- Fantazija
- Sanak
- Korta u Cavtatu
- Dub u šumi
- Jesenji pejzaž
- Ivan Vranković
- Vlaho Bukovac

## Spomen
- 2002.: Hrvatska pošta i Češka pošta posvetili su mu po poštansku marku s motivom njegove slike Divan.[12][13]
- 2002.: Matica hrvatska i hrvatsko veleposlanstvo u Češkoj postavili su mu spomen-ploču na zgradi u Oveneckoj ulici, u predjelu Holešovice, gdje je živio od 1913. godine do smrti.[14]
- 2019.: U Cavtatu mu je postavljen spomenik, rad akademskoga kipara Petra Dolića.[15]

## Vanjske poveznice
- www.kuca-bukovac.hr  Arhivirana inačica izvorne stranice od 29. lipnja 2017. (Wayback Machine) (hrv.)/(engl.)
- Vlaho Bukovac i Alexandre Cabanel – povijesni susret učenika i učitelja, umjetnicki-paviljon.hr
- Enes Quien, Ciklus Vlaho Bukovac: pariško razdoblje 1877–1893, Galerija Klovićevi dvori, Zagreb,18. siječnja–11.ožujka. Poznati i nepoznati Bukovac  Arhivirana inačica izvorne stranice od 5. srpnja 2019. (Wayback Machine), Vijenac, br. 624, 1. veljače 2018.
- Vlaho Bukovac - Artworks, the-athenaeum.org (engl.)